# Peregrinos

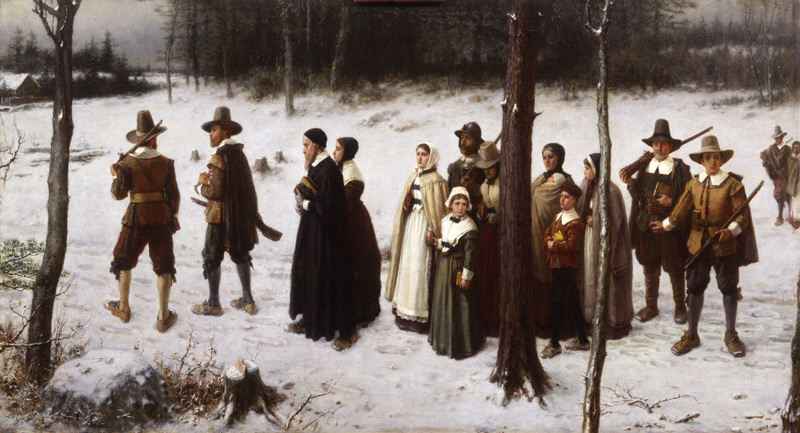
Peregrinos deslocam-se para serviço religioso.

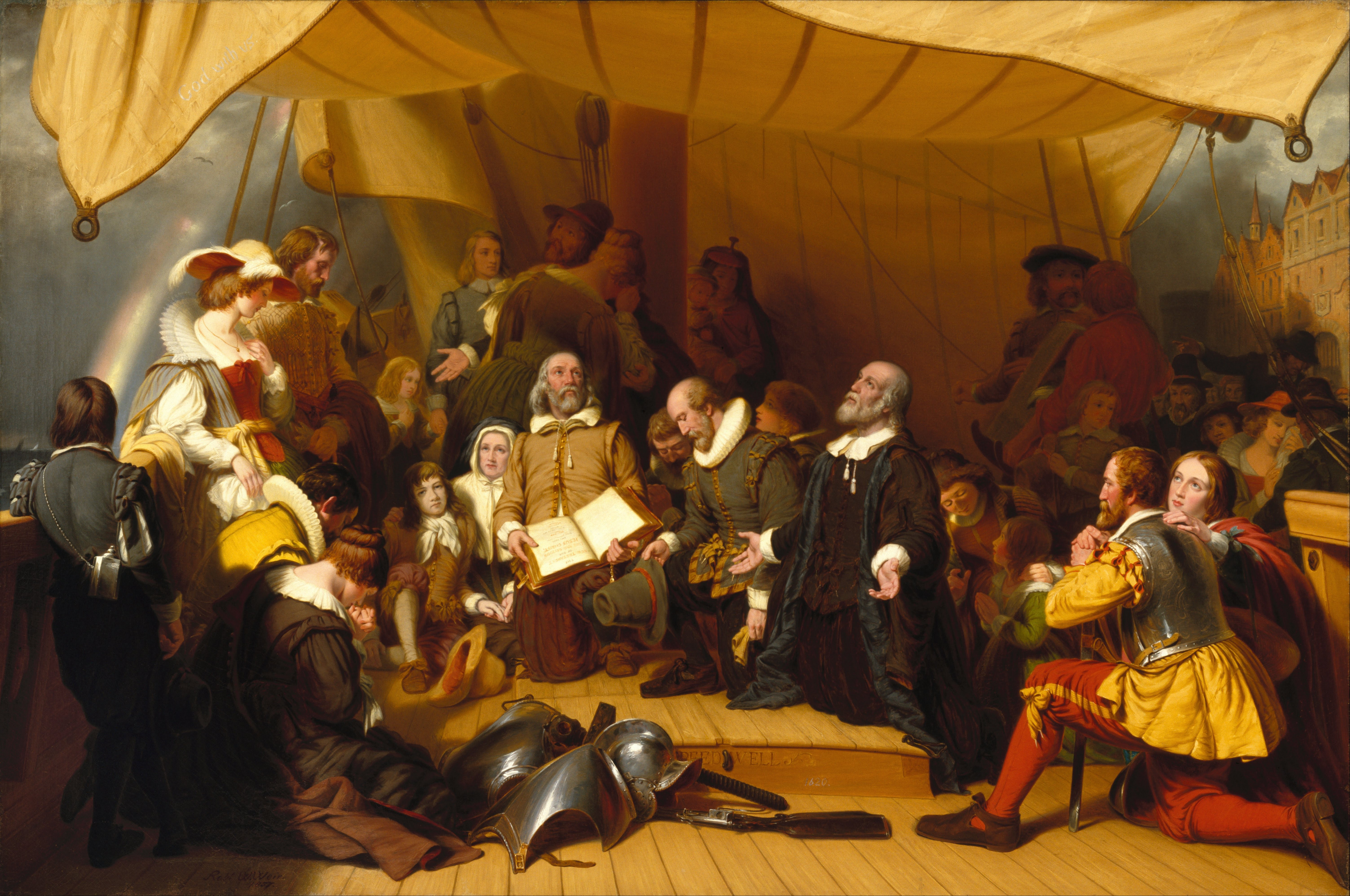
The Embarkation of the Pilgrims (1857), do pintor americano Robert Walter Weir, no Capitólio dos Estados Unidos em Washington, DC

Peregrinos (em inglês:  Pilgrim Fathers ou simplesmente Pilgrims) foram os colonos ingleses que vieram para a América do Norte no Mayflower e estabeleceram a colônia de Plymouth no que hoje é Plymouth, Massachusetts, em homenagem ao porto de partida final de Plymouth, Devon. Sua liderança vinha de congregações religiosas de brownistas, ou puritanos separatistas, que fugiram da perseguição religiosa na Inglaterra pela tolerância na Holanda do século XVII.
Eles mantinham muitas das mesmas crenças religiosas puritanas calvinistas, mas, ao contrário da maioria dos outros puritanos, eles sustentavam que suas congregações deveriam se separar da igreja estatal inglesa, o que os levou a serem rotulados como separatistas. Após vários anos vivendo no exílio na Holanda, eles finalmente decidiram estabelecer um novo assentamento no Novo Mundo e combinaram com investidores para financiá-los. Eles estabeleceram a colônia de Plymouth em 1620, onde erigiram igrejas congregacionalistas. A história dos peregrinos se tornou um tema central na história e na cultura dos Estados Unidos.